# Ворминстер Хајтс (Пенсилванија)
Ворминстер Хајтс (енгл. Warminster Heights) насељено је место без административног статуса у америчкој савезној држави Пенсилванија.

## Демографија
По попису из 2010. године број становника је 4.124, што је 67 (-1,6%) становника мање него 2000. године.
| Група             | 2000.         | 2010.         |
| Белци             | 2.352 (56,1%) | 1.976 (47,9%) |
| Афроамериканци    | 548 (13,1%)   | 437 (10,6%)   |
| Азијати           | 166 (4,0%)    | 138 (3,3%)    |
| Хиспаноамериканци | 1.007 (24,0%) | 1.447 (35,1%) |
| Укупно            | 4.191         | 4.124         |